# یواس‌ان‌اس گروهبان جوزف ای مولر (تی-ای‌جی-۱۷۱)
یواس‌ان‌اس گروهبان جوزف ای مولر (تی-ای‌جی-۱۷۱) (به انگلیسی: USNS Sgt. Joseph E. Muller (T-AG-171)) یک کشتی بود که طول آن ۳۳۸ فوت ۹ اینچ (۱۰۳٫۳ متر) بود. این کشتی در سال ۱۹۴۵ ساخته شد.